# Носачевичі
Носаче́вичі — село в Україні, у Луцькому районі Волинської області. Входить до складу Рожищенської міської громади. Населення становить 289 осіб.

## Географія
Селом протікає річка Конопелька і на південно-західній околиці впадає у Стир.

## Історія
12 червня 2020 року, згідно з розпорядженням Кабінету Міністрів України  № 708-р, село увійшло до складу Рожищенської міської громади.
19 липня 2020 року, в результаті адміністративно-територіальної реформи та ліквідації Рожищенського району, село увійшло до складу новоутвореного Луцького району.

## Населення
Згідно з переписом УРСР 1989 року чисельність наявного населення села становила 256 осіб, з яких 121 чоловік та 135 жінок.
За переписом населення України 2001 року в селі мешкало 286 осіб.

### Мова
Розподіл населення за рідною мовою за даними перепису 2001 року:
| Мова       | Відсоток |
| ---------- | -------- |
| українська | 97,92 %  |
| російська  | 2,08 %   |